# Alkington
Alkington är en civil parish i Storbritannien.   Den ligger i grevskapet Gloucestershire och riksdelen England, i den södra delen av landet, 160 km väster om huvudstaden London. Antalet invånare är 688.